# John Dunne
John Charles Dunne (ur. 30 października 1937 w Brooklynie, Nowy Jork) – amerykański duchowny katolicki, biskup pomocniczy Rockville Centre w latach 1988-2013.
Święcenia kapłańskie otrzymał w dniu 1 czerwca 1963 i inkardynowany został do diecezji Rockville Centre.
21 października 1988 mianowany biskupem pomocniczym Rockville Centre ze stolicą tytularną Abercornia. Sakry udzielił mu bp John Raymond McGann. Na emeryturę przeszedł 22 czerwca 2013.